# Лимно, Фёдор Константинович
Фёдор Константинович Лимно — советский хозяйственный, государственный и политический деятель.

## Биография
Родился в 1905 году. Член КПСС.
С 1922 года — на хозяйственной, общественной и политической работе.
До 1941 гг. — хозяйственный и партийный работник в городе Москве.
- В 1941—1946 гг. — первый секретарь Первомайского райкома ВКП(б) города Москвы.[2]
- В 1946—1948 гг. — заместитель секретаря Московского горкома ВКП(б) по химической и металлургической промышленности.[3]
- В 1948—1949 гг. — заведующий отделом химической и металлургической промышленности Московского горкома ВКП(б).[3]
- В 1949 г. — заведующий отделом легкой промышленности Московского горкома ВКП(б).[3]
- В 1949—1951 гг. — первый секретарь Первомайского райкома ВКП(б) города Москвы..[3]

C 1951 гг. — на партийной и хозяйственной работе в Москве.
Умер в Москве в 1980 году. похоронен на Новодевичьем кладбище.

## Награды
- Орден Отечественной войны I степени (06.09.1947)[4]
- Орден Трудового Красного Знамени (03.06.1942)[5]
- Орден Красной Звезды (31.03.1945)[6]